# Суббота (театр)
Санкт-Петербургский государственный театр «Суббота» — театр в Санкт-Петербурге.
Театр основан российским ученым, театроведом и режиссёром Юрием Смирновым-Несвицким в 1969 г. в Ленинграде.

## Сегодняшний день театра
Сохраняя в репертуаре ряд авторских спектаклей «Субботы», среди которых: «Окна, улицы, подворотни» и «Прощания не будет», основанные на сценариях Ю. А. Смирнова-Несвицкого, — театр все чаще обращается к новой драматургии, экспериментирует с формой. Творческий импульс в середине 2010-х гг. придали театру постановки режиссёра Татьяны Ворониной — «Пять историй про любовь» (2014) и спектакль «Спасти камер-юнкера Пушкина» М. Хейфеца (2015), получивший Высшую театральную премию Петербурга «Золотой софит» и включенный в лонг-лист Национальной театральной премии «Золотая маска».
В 2015 году в театр пришло новое поколение труппы: Софья Андреева, Владислав Демьяненко, Варвара Смирнова-Несвицкая, Артем Лисач и другие.
С 2017 г. на сцене «Субботы» появляются спектакли молодых режиссёров Петербурга, открываются новые имена. В 2017 году здесь состоялась премьера пьесы Юлии Тупикиной «Офелия боится воды» в постановке режиссёра А. Сидельникова, после продолжительного перерыва свой новый спектакль в Санкт-Петербурге на сцене «Субботы» осуществила режиссёр Галина Жданова — «Много шума из ничего». В 2018 г. театр одним из первых в России представил сценическую версию популярных шведских повестей для детей: «Цацики идет в школу» и  «Цацики и его семья» М. Нильсон-Брэнстрем в постановке режиссёра Ю. Каландаришвили, весной 2021 г. в репертуаре появился новый спектакль режиссёра Кирилла Люкевича «Сталлоне Любовь Корова», осенью состоялся режиссёрский дебют Владислава Тумака «Родькин чердак» по роману Ф. М. Достоевского «Преступление и наказание».
В 2019 году театр «Суббота» возглавил режиссёр Андрей Сидельников, поставивший здесь: «#ПРОЩАЙИЮНЬ» (2016) по лирической комедии А. Вампилова, «Офелия боится воды» (2017) Ю. Тупикиной и «Ревизор» (2018) по комедии Н. В. Гоголя (лауреат фестиваля Фабрика Станиславского (Москва, 2019) в номинации «Лучший ансамбль», номинант Высшей театральной премии С.-Петербурга «Золотой софит», 2019 /«Лучшая мужская роль», Максим Крупский за роль Городничего/, лонг-лист «Золотой маски» 2020, участник программ фестивалей: «Маска плюс 2020» в Москве и «Региональная программа фестиваля «Золотая маска» 2021-22 в Норильске, Пермском крае и Самарской области, а также театрального фестиваля Фонда Михаила Прохорова «Театральный синдром» в Красноярске в 2021 г.
В конце 2019 года премьерой спектакля «Лёха» по пьесе Ю. Поспеловой в постановке А. Сидельникова «Суббота» открыла новое экспериментальное игровое пространство «Второй этаж. Комната» (просуществовало до 2025 г.). В 2020 спектакль был удостоен Высшей театральной премии Санкт-Петербурга «Золотой софит» и, наряду со спектаклем «Цацики и его семья», вошёл в long-list «Золотой маски» 2021.
В 2020 году была открыта камерная сцена «Флигель» по адресу Звенигородская ул., 28 рядом с основной площадкой театра. Первым репертуарным спектаклем во «Флигеле» стала постановка лауреата «Золотой маски» 2021, режиссёра Кирилла Люкевича «Сталлоне. Любовь. Корова». В 2021 году артисты спектакля: Анастасия Полянская, Артем Лисач и Владислав Демьяненко — были удостоены Высшей театральной премии Санкт-Петербурга «Золотой софит» в номинации «Лучший актерский ансамбль».
Главной премьерой на основной сцене в 2020 году стал спектакль «Вещь» Андрея Сидельникова по «Бесприданнице» А. Н. Островского. В этом спектакле в роли Ларисы Огудаловой дебютировала на профессиональной сцене молодая киноактриса Елизавета Шакира, звезда сериала «Контейнер». В том же сезоне на сцене «Субботы» вышла ещё одна премьера со звездой сериалов — артист Андрей Гульнев — исполнитель главной роли в сериале «Невский» — сыграл главную роль в спектакле «Отец» по произведениям А. Стриндберга.
В следующем году на сценах театра вышли сразу три новых спектакля: комедия «Марево любви», подростковая драма «Holden» по Сэлинджеру (в 2022 году эта постановка Романа Габриа номинирована на премию «Золотой софит» как лучший спектакль малой формы) и «Родькин чердак» по роману «Преступление и наказание» к 200-летию Ф. М. Достоевского.
В 2022 году к 90-летию своего основателя театр представил премьеру биографического спектакля, созданного по дневникам Ю. А. Смирнова-Несвицкого «Прощания не будет».
В 2023 году главный режиссер Андрей Сидельников представил на сцене премьеру «Планета людей» по роману А. де Сент-Экзюпери, музыкальный спектакль, в котором сюжет Экзюпери о людях, несмотря ни на что пытающихся сохранить связи между людьми, строится на переплетении музыкальных тем европейской и восточной культур, превращая сцену в мультикультурное объединяющее поле. Спектакль стал острым гуманитарным высказываем театра на фоне катастроф XXI века. «Это спектакль-манифест с внятно сформулированной позицией, которая является смысловой основой не только этой постановки, но и театра в целом: «Быть человеком — значит, быть за всё в ответе». Опираясь на эту этическую максиму, спектакль провозглашает жизнь и отрицает смерть в любом её проявлении, будь то война, душевная слепота, потеря веры, отчаяние или отказ от борьбы», — писала театральный критик Екатерина Сырцева в московском журнале «Театрал».

### Фестиваль Stories
В 2019 театр организовал ежегодный Международный конкурс коротких пьес «Stories». Лауреаты первого конкурса были объявлены в январе 2020 года. Шесть пьес из шорт-листа были представлены публике на фестивале конкурса. Второй конкурс прошёл осенью 2020. Результатом двух конкурсов стали постановки: «Ноябрь 86» по пьесе Ю. Тупикиной, посвященной личности Д. А. Пригова, которой открылась новая камерная сцена театра — «Флигель» и «Сталлоне. Любовь. Корова». В конце 2021 года завершился третий конкурс. Новые пьесы на III фестивале «Stories» представили на сцене театра студенты-режиссёры мастерской Виктора Рыжакова в Школе-студии МХАТ. В IV конкурсе приняли участие молодые режиссеры руководители региональных российских театров и ближнего зарубежья, среди которых были: Дмитрий Акимов (Красноярск), Каро Балян (Ереван), Иван Миневцев (Челябинск), Михаил Лебедев (Самара), Андрей Опарин (Ижевск), Артем Устинов (Самара). Все шесть работ 2023 года по современным коротким пьесам вошли в репертуар театра, один из спектаклей — «Война завтра не закончится» по пьесе И. Яковлева — вошел в число 100 лучших спектаклей сезона  в России по версии «Золотой маски» (лонг-лист 2023). В V юбилейном пятом фестивале приняли участие молодые режиссеры: Роман Кочержевский (С.-Петербург), Александр Золотовицкий (Москва), Александр Агеев (Южно-Сахалинск), Фамил Джавадов (С.-Петербург), Тимур Кулов (Казань), Сергей Соболев (С.-Петербург). Результатом этого фестиваля стала постановка комедии драматурга Ивана Бевза «Никто не приехал» на основной сцене театра. В 2025 г. фестиваль представил очередные шесть спектаклей по пьесам, написанным с 2022-2024 гг: «Гудбай, Китти» Ланы Гранецкой в постановке режиссера Екатерины Шиховой (С.-Петербург), «П» Александра Веревкина-Орлова, постановка Аскара Галимова (Москва), «Море» Ирины Смагиной, режиссер Марк Букин (Пермь), «День яйца» Марии Бердинских в режиссерской версии Романа Муромцева (С.-Петербург), «Бездомные» Даши Че, режиссер эскиза Варвара Сополева (С.-Петербург) и «Показалось» Алены Спиной в интерпретации Виталия Криницина (С.-Петербург).

## Репертуар
- «Окна, улицы, подворотни» сценарий и постановка Ю. А. Смирнов-Несвицкий
- «Три товарища» Э.-М. Ремарк, постановка Ю. А. Смирнов-Несвицкий
- «Пять историй про любовь» Е. Исаева, режиссёр — Татьяна Воронина
- «Спасти камер-юнкера Пушкина» М. Хейфец, режиссёр — Татьяна Воронина
- «#ПРОЩАЙИЮНЬ» по комедии А. Вампилов «Прощание в июне», режиссёр — Андрей Сидельников
- «Цацики идет в школу» М. Нильсон-Брэнстрем, режиссёр — Юлия Каландаришвили
- «Офелия боится воды» Ю. Тупикина, режиссёр — Андрей Сидельников
- «Ревизор» Н. Гоголь, режиссёр — Андрей Сидельников
- «Скамейка» А. Гельман, режиссёр — Татьяна Воронина
- «Наш городок» Т. Уайлдер, режиссёр — Александр Кузин
- «872 дня. Голоса блокадного города» по Блокадной книге А. Адамовича и Д. Гранина, документальным свидетельствам о блокаде Ленинграда, инсценировка и постановка — Татьяна Воронина
- «Цацики и его семья» М. Нильсон-Бренстрем, режиссёр — Юлия Каландаришвили
- «Лёха» по пьесе Ю. Поспеловой, режиссёр — Андрей Сидельников
- «Вещь» по мотивам драмы А. Н. Островского «Бесприданница», режиссёр — Андрей Сидельников
- «Отец» по произведениям А. Стриндберга, режиссёр — Сергей Азеев
- «Марево любви» по пьесе Клима, режиссёр — Андрей Сидельников
- «Holden» по мотивам романа Д. Д. Сэлинджера «Над пропастью во ржи», режиссёр — Роман Габриа
- «Прощания не будет» по дневникам Ю. А. Смирнова-Несвицкого, постановка — Андрей Сидельников, режиссёр — Владимир Абрамов
- «Опера нищего» по мотивам одноимённой пьесы Джона Гея, режиссёр — Петр Шерешевский
- «Друг мой» К. Стешик, режиссёр — Андрей Сидельников
- «Планета людей» А. де Сент-Экзюпери, режиссёр — Андрей Сидельников
- «Еще один поход хитроумного идальго Дон Кихота Ламанчского и его верного оруженосца Санчо Панса, а также их старых и новых знакомых в ожидании конца известных времен, или Просто Дон Кихот» по пьесе Настасьи Федоровой, основанной на романе М. де Сервантеса, режиссёр — Кирилл Люкевич
- «Маленькие трагедии» А. С. Пушкин, режиссёр — Андрей Сидельников

Сцена «Флигель»
- «Родькин чердак» по мотивам романа Ф. М. Достоевского «Преступление и наказание», режиссёр — Владислав Тутак
- «Сталлоне Любовь Корова», режиссёр — Кирилл Люкевич
- «Арбуз», режиссёр — Михаил Лебедев
- «Война завтра не закончится», режиссёр — Дмитрий Акимов
- «Когда я был Андреем», режиссёр — Андрей Опарин
- «Я монстр», режиссёр — Каро Балян

## История театра
Театр возник в 1969 г. как театр-студия и долгое время оставался любительским театральным коллективом. Сначала располагался в здании ДК Выборгский.
С 1971 театр-клуб обосновался в Ленинградском Доме художественной самодеятельности на ул. Рубинштейна, 13. Здесь коллектив просуществовал десять лет. В 1982 «Суббота» переместилась в ДК Пищевой промышленности на ул. Правды.
В 1987 году театр стал профессиональным частным театром.
В 1989 г. в театре произошёл раскол, большая часть труппы во главе с Натальей Никитиной покинули «Субботу» и создали свой театр, который получил название Театр Дождей. На их место к немногим оставшимся пришло новое поколение артистов, в их числе были: Константин Хабенский, Анастасия Резункова, Татьяна Абрамова, Сергей Уманов и другие, позднее к ним присоединились з.а. РФ Владимир Шагин, вернулся в «Субботу» актёр Владимир Абрамов.
В 1994 году театр получил статус государственного театра, каким и остается до сегодняшнего дня.
Благодаря тому, что театр «Суббота» долгое время считался студией, внимание советской цензуры не было таким пристальным. Много здесь появлялось впервые в публичном пространстве. Так в 1974 году со сцены театра публично прозвучало стихотворение И. Бродского «Ни страны, ни погоста не хочу выбирать…», включенное в спектакль «Окна, улицы, подворотни». Одним из первых в СССР второй половины XX века театр «Суббота» стал активно использовать интерактивные формы современного театра. Документальные спектакли, хеппенинги, перформансы и сайт-специфик спектакли были обычной практикой театрального коллектива в 1970-е годы. Новизна театрального языка, новая искренность и особая исповедальность спектаклей «Субботы» привлекала внимание к театру прессы и многих деятелей культуры. С театром сотрудничали и помогали: А. Володин, В. Фильштинский, Э. Кочергин, К. Гинкас, О. Волкова и многие другие.
В 1980-е театр начинает тяготеть к более традиционным формам театрального искусства. Обращается к интерпретациям классических текстов мировой литературы.
Спектакли «Субботы» всегда отличала особая музыкальность. И не только в буквальном смысле, потому что здесь начинали и писали для театра композиторы: Григорий Гладков, Владимир Голоунин, Евгений Умаров, Эдуард Жучков, Борис Потёмкин, Игорь Мациевский, Михаил Трегер, Наталья Никитина и многие другие.
Став частным театром в конце 1980-х годов, «Суббота» начинает активно гастролировать в Европе. Гастроли проходят в Швеции, Великобритании и Дании.
Во второй половине 1990-х годов театр лишился своей сценической площадки в ДК Пищевиков, спустя непродолжительное время фактически прекратил регулярную работу. Показывал новые спектакли на сцене Дома актёра, театра Балтийский дом, ДК им. Газа в Санкт-Петербурге.
В 2002 г. коллектив получает возможность работать в новом здании на Звенигородской улице в Петербурге, где существует и теперь. К небольшой труппе артистов, художников и музыкантов, прошедших вместе со Смирновым-Несвицким долгий и трудный путь, в их составе: Татьяна Кондратьева, Анастасия Резункова, Владимир Абрамов, Анатолий Молотов, Виктор Кренделев, Сергей Линьков, — в этот период присоединяется новое поколение: Андрей Гульнев, Владимир Шабельников, Максим Крупский, Марина Конюшко, Анна Васильева и другие. Восстановив репертуар в нулевые, Смирнов-Несвицкий создал возможность новой труппе разносторонне развиваться. И это дало силы новому творческому импульсу.
В разные годы в «Субботе» играли:
- Константин Хабенский — народный артист России
- Татьяна Абрамова — актриса и певица
- Григорий Гладков — композитор, з. д.и. РФ
- Семен Спивак — народный артист России, художественный руководитель Санкт-Петербургского Молодёжного театра на Фонтанке
- Александра Яковлева — советская и российская киноактриса
- Наталья Никитина — художественный руководитель Санкт-Петербургского театра Дождей
- Анжелика Неволина — заслуженная артистка России
- Михаил Разумовский — заслуженный артист России
- Сергей Уманов — актёр театра и кино
- Иван Стебунов — актёр театра и кино
- Владимир Шагин — заслуженный артист России

### Постановки прошлых лет[31]
- «Театральные страницы»
- «Театрализованный круг»
- «Крепостные актерки»
- «Преступление и наказание» Ф. Достоевский
- «Пять углов» С. Коковкин
- «Завтра была война»
- «Чайка» А. П. Чехов
- «Бремя страстей человеческих»
- «Козлова и Курицына»
- «Самоубийца» Н.Эрдман
- «Рок-труппа „Стоп-кран“»
- «Винни-Пух и все, все, все»
- «Таланты и поклонники» А. Н. Островского
- «Фантазии Фарятьева»
- «Ночь нежна» Ф. С. Фицджеральд
- «Бесшумное плавание во мгле»
- «Я иду медвежонка искать»
- «Чемодан чепухи» Л. Петрушевская
- «Вождь краснокожих»
- «Зеркало и кроссворд»
- «Много хороших людей и один завистник»
- «Кто там в крови» по мотивам трагедии У. Шекспира «Макбет»
- «Сигнал из провинции»
- «Внутренний голос» постановка Ю. А. Смирнова-Несвицкого
- «Село Степанчиково» Ф.Достоевский
- «Митина любовь» по произведениям И. Бунин, постановка — Ю. А. Смирнов-Несвицкий
- «Доходное место» по мотивам комедии А. Н. Островского постановка Ю. А. Смирнова-Несвицкого
- «Глуповъ. Нашествие» по мотивам М. Е. Салтыкова-Щедрина режиссёр — Петр Смирнов
- «Чайка Джонатан Ливингстон» Р. Баха, режиссёр — Андрей Корионов
- «Томление души Риты В.» постановка Ю. А. Смирнова-Несвицкого
- «Город, знакомый до слез…» сценарий и постановка Ю. А. Смирнова-Несвицкого
- «Лунный пейзаж / Картины из нашей жизни», сценарий и постановка Ю. А. Смирнова-Несвицкого
- «Свадьба с генералом» по мотивам водевиля А. П. Чехов постановка Ю. А. Смирнов-Несвицкий, режиссёр — Владимир Абрамов
- «Много шума из ничего» по мотивам У. Шекспира, Т. Стоппарда, М. Фриша и др., режиссёр — Галина Жданова
- «Московский мусор» режиссёр Иван Миневвцев
- «Уголь» режиссёр Артем Устинов

## Книги и статьи о Театре «Суббота»
- Смирнов-Несвицкий Ю. А. Ещё одна жизнь. М.: «Искусство», 1979. 120 с.
- Театр «Суббота». 50 лет. История в документах. История в мифах / авторы-сост.: Смирнова-Несвицкой М. Ю., Абрамов В. В. СПб.: Санкт-Петербургский театр «Суббота», 2019.ISBN 978-5-86983-888-9
- Владимир Романов. Театр «Суббота» // Петербургские театральные сезоны 2002/03 2003/04. СПб.:СПбГАТИ, 2006. Вып.3. С. 191—197. ISBN 5-88689-028-9
- Песочинский Н. В. Актёр театра-студии // Русское актёрское искусство XX века: [Коллективное исследование] / Российский институт истории искусств. — СПб.: "Издательство «Левша. Санкт-Петербург», 2018. С. 732—735. ISBN 978-5-93356-187-3 и ISBN 978-5-86845-221-5
- Markova E. Off Nevsky Prospekt: St Petersburg’s Theatre Studios in the 1980s and 1990s. London; New-York: Routledge, 2013. Chapters: A youth rehabilitation center, Childish dreams of the age of Perestroika PP.29–37. ISBN 9789057021350

## Документальные фильмы о Театре «Суббота»
- «„Суббота“ каждый день», 1991 г. Costar (Ленинградское отделение)
- «Времяпрепровождение», 1991 г. (Ленинградская студия документальных фильмов)